# Pokémon Or HeartGold et Argent SoulSilver
Pokémon Or HeartGold (ポケットモンスター ハートゴールド, Poketto Monsutā HātoGōrudo, Pocket Monsters HeartGold) et Pokémon Argent SoulSilver (ポケットモンスター ソウルシルバー, Poketto Monsutā SouruShirubā, Pocket Monsters SoulSilver) sont les deux versions d'un jeu vidéo de rôle développé par l'entreprise japonaise Game Freak. Annoncés le 8 mai 2009, ils ont été édités à l'occasion des dix ans de la sortie au Japon de Pokémon Or et Argent sur Game Boy Color dont ils sont les remakes. Le scénario du jeu est le même que ces versions avec de nouveaux éléments intégrés au scénario, ainsi que des fonctionnalités des jeux Pokémon Diamant et Perle et Pokémon Platine, à la même manière que dans Pokémon Rouge Feu et Vert Feuille. Les graphismes, adaptés aux capacités de la Nintendo DS, se rapprochent de ceux de Pokémon Platine. Pokémon Or HeartGold et Argent SoulSilver sont sortis en France le 26 mars 2010.
Ces versions sont vendues avec le PokéWalker, un accessoire compatible avec la Nintendo DS.

## Synopsis

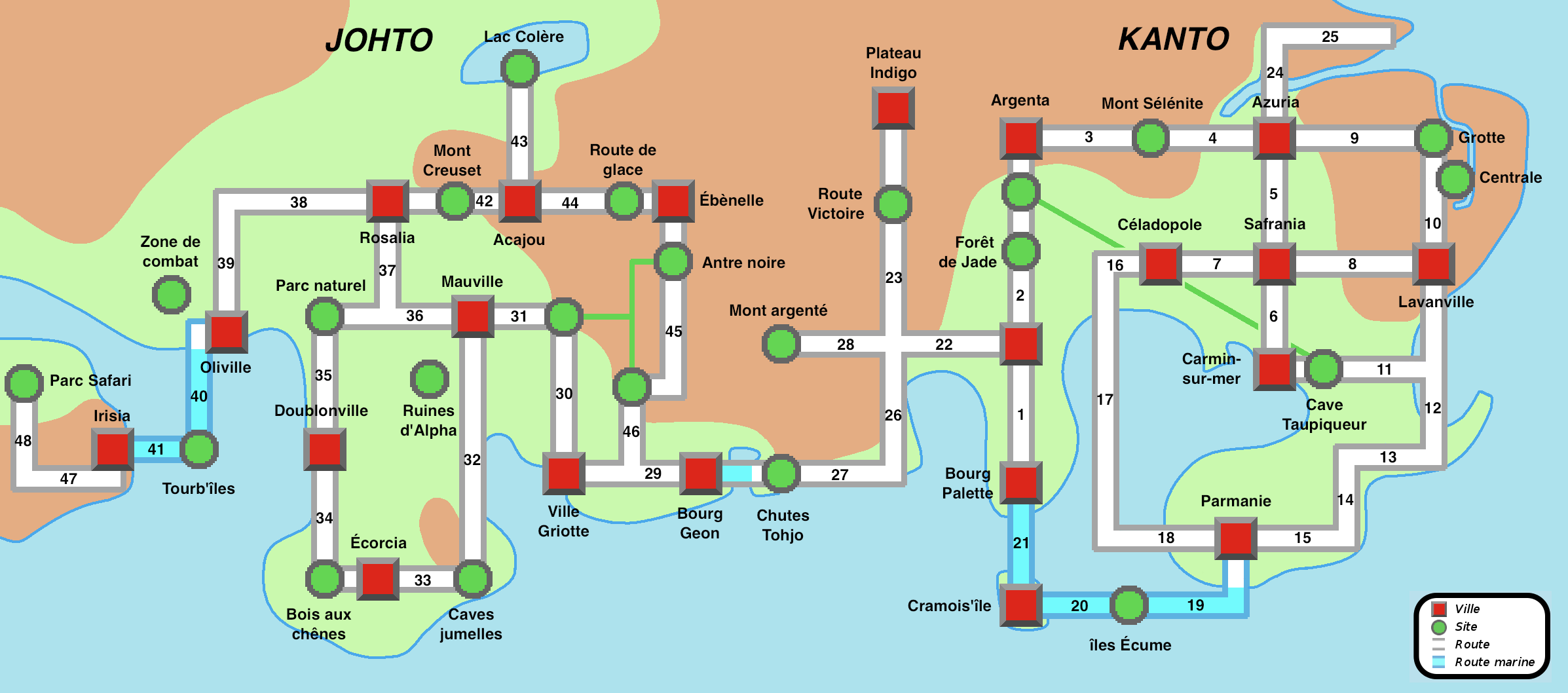
Carte schématique du monde de Pokémon Or et Argent avec les régions de Johto et Kanto.

Reprenant le déroulement de Pokémon Or et Argent, Pokémon Or HeartGold et Argent SoulSilver prend place dans les régions de Johto et Kanto.
Le joueur y incarne un jeune dresseur vivant dans une petite maison de la ville de Bourg Geon. L'aventure débute lorsque celui-ci récupère son premier Pokémon (Germignon, Héricendre ou Kaiminus), donné par le professeur Orme.
Après avoir exécuté une livraison pour ce dernier et obtenu un Pokédex, il nous permet de conserver notre Pokémon.
Le joueur entame alors un voyage dont le but sera de devenir le meilleur dresseur et de compléter le Pokédex. Pour cela, il devra vaincre les 8 champions d'arène, et finalement venir à bout du Conseil des 4 et devenir le Maître de la Ligue.
Par après, le joueur pourra explorer Kanto, lui permettant d'affronter les 8 champions d'arène déjà présents dans Pokémon Rouge et Bleu et finalement de faire face à Red (protagoniste des premiers jeux) faisant office de « boss final ».
Au cours de son aventure, le joueur affrontera la Team Rocket, une organisation criminelle originaire de Kanto. Précédemment vaincus, ils attendent le retour de leur leader, Giovanni, qu'ils tentent de contacter en prenant le contrôle de la tour radio de Doublonville. Ils s'adonnent aussi à d'autres activités illégales, comme le braconnage de Ramoloss ou des expériences sur les Pokémon du Lac Colère.
Bien qu'étant les remakes de Pokémon Or et Argent, le jeu intègre des éléments issus de Pokémon Cristal, tel que l'importance accordée à Suicune par rapport aux autres bêtes légendaires, ou la présence de la Zone de Combat. De plus, certaines nouveautés propres à la 4e génération sont de retour, tel que le Parc des Amis.
À certains moments du jeu, le joueur sera défié par son rival. Le joueur sera aussi amené à rencontrer et capturer un oiseau légendaire (Ho-Oh pour la version Or HeartGold ou Lugia pour la version Argent SoulSilver). Comme dans les jeux originaux, il sera possible d'attraper le second plus tard dans le jeu.

## Système de jeu

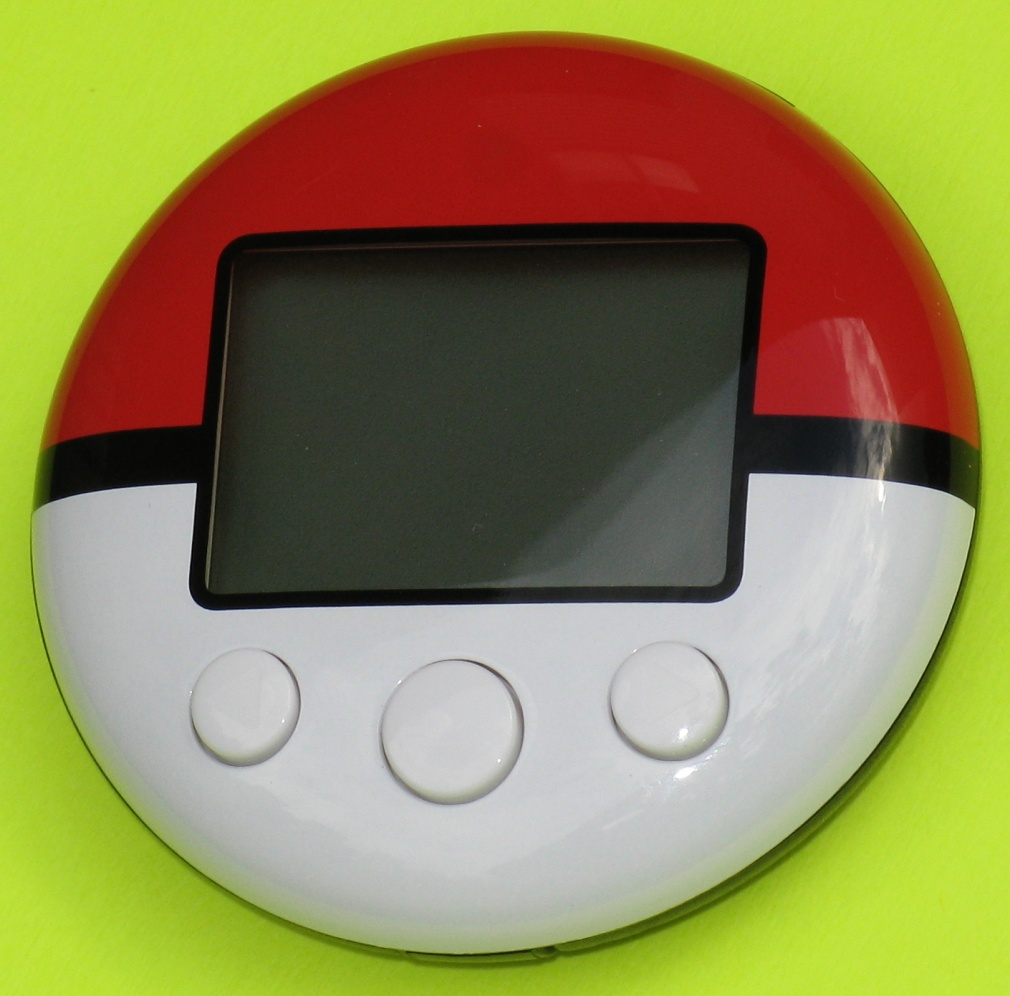
Le PokéWalker.

Pokémon Or HeartGold et Argent SoulSilver reprennent le système de jeu des précédents opus, Pokémon Diamant et Perle en y apportant quelques innovations, à la manière des précédents opus de la série principale des jeux vidéo Pokémon.
Le PokéWalker, un podomètre vendu avec les jeux, permet de se promener avec un Pokémon, transféré depuis la cartouche par connexion infrarouge. Il comptabilise les pas et les transforme en Watts nécessaires à la chasse et au déblocage de nouvelles routes. Il est possible de capturer jusqu'à 3 Pokémon, ainsi que trouver 3 objets (sans prendre en compte ceux reçus par des amis). Des connexions sont également possibles entre deux PokéWalkers.

### Éléments cachés
Ces bonus cachés ne seront débloqués qu'après avoir participé à un événement Nintendo via le cadeau mystère (qui est automatiquement débloqué en début de partie, contrairement aux autres versions)
- Grâce à un Pichu spécial appelé "Pichu aux couleurs de Pikachu", ayant été distribué au Japon, du 19 juin au 17 juillet 2009, et en France du 5 mars au 25 mars, dans les versions Diamant, Perle et Platine, il est possible, après avoir transféré ce Pichu dans une des versions Or HeartGold ou Argent SoulSilver, d'aller aux Bois aux Chênes avec ce dernier pour y rencontrer Pichu Troizépi[2].

- Avec un Arceus spécial distribué dans les cinémas japonais du 18 juillet au 30 septembre 2009 à l'occasion de la sortie du 12e film Pokémon, et en France du 5 mars au 25 mars, dans les versions Diamant, Perle et Platine. Il suffit de transférer cet Arceus depuis ces dernières dans Or Heart Gold ou Argent Soul Silver, aller aux Ruines Silence. Cynthia, le Maître de la ligue de Sinnoh y sera présente. Il faut ensuite le faire sortir de sa PokéBall, de se positionner sur un des trois cercles, en bas à gauche pour Dialga, bas à droite pour Palkia et celui du haut pour Giratina. Une fois le Pokémon souhaité choisi, Arceus en fera un œuf contenant le Pokémon désiré au Niveau 1[3].

- Un Jirachi spécial fut aussi distribué au Japon en local du 19 juin au 17 juillet 2009 dans les versions Diamant, Perle et Platine pour ensuite être transféré dans Or HeartGold ou Argent SoulSilver. Il servira à débloquer un lieu spécial dans le PokéWalker[4].

- Un événement particulier, qui s'est déroulé avec le Cadeau Mystère via la CWF Nintendo après la sortie de ses versions au Japon (du 18 septembre au 10 novembre 2009), a ajouté une option à l'interface de communication du PokéWalker du jeu et débloqué un événement appelé « La Forêt Jaune » dans le PokéWalker où des Pikachu peuvent être rencontrés. L'un d'eux est spécial du fait qu'il connait une capacité inhabituelle pour un Pikachu, qui n'est autre que l'attaque Vol (CS02). L'information a été confirmée par Junichi Masuda lors du Pokémon Sunday du 6 septembre 2009[5]. Cet événement est disponible en France du 1er avril au 5 mai 2010.

- Celebi, qui ne peut être obtenu que dans le cadre d'un événement Nintendo, permet également d'activer un événement spécial dans le jeu : il faut l'emmener à l'autel des Bois aux Chênes, placé en tête d'équipe pour qu'il soit hors de sa Pokéball. Celebi transporte alors le joueur 3 ans dans le passé pour voir son rival et son père, Giovanni, le chef de la Team Rocket, se disputer. Ensuite, Celebi l'amène dans le présent pour affronter Giovanni avant de le ramener finalement au Bois aux Chênes[6].

## Accueil
En 2011, Jeuxvideo.com classe les deux jeux 74e des meilleurs jeux tous les temps.